# Стоян Едрев
Стоян Едрев Дойнов (Йордан, Дано) е участник в комунистическото съпротивително движение по време на Втората световна война. Партизанин от Народна бойна дружина „Чавдар“ и Партизански отряд „Христо Кърпачев“. Военен деец на БРП (к), началник-щаб на Единадесета Плевенска въстаническа оперативна зона на т. нар. НОВА. Публицист.

## Биография
Стоян Едрев е роден на 21 септември 1915 г. в с. Радювене, Ловешко. Завършва основно образование в родното си село. Записва се като редовен ученик в Смесената гимназия „Цар Борис III“ (Ловеч). Като член на РМС за участие в ученическа стачка е изключен от училище през 1934 г. Успява да завърши средното си образование през 1936 г.
От 1937 г. е редовен студент по педагогика в Софийския университет. Тук е организиран член на БОНСС и БРП (к). От есента на 1941 г. е учител в с. Ново Ходжово, Светиврачко.

### Участие в Съпротивата
Заплашен от арест, преминава в нелегалност през лятната ваканция на 1942 година. Партизанин е в Народна бойна дружина „Чавдар“ от 19 юни 1942 г. Приема партизанско име Йордан, Дано. Участва в сражения с полицейски и военни подразделения при местността „Китката“ край родното си село, при с. Лесидрен и с. Бъркач. Осъден задочно на смърт по Закона за защита на държавата (ЗЗД).
От юли 1943 г. е назначен за началник-щаб на Единадесета Плевенска въстаническа оперативна зона на НОВА. Организира бойните действия на Партизански отряд „Христо Кърпачев“, „Васил Левски“, „Дунав“ и „Георги Бенковски“. Създава постоянна партизанска база в горите между с. Николаево и с. Катунец. Изработва „Инструкция за устройство на партизанските бойни части, тяхната дейност, прехрана и опазване“. Пише статии в нелегалния партизански печат.
На 19 юни 1944 г. участва в акция за превземането на с. Беглеж. В състава на атакуваща фронтално щурмова група на общината е тежко ранен. В същото време на мостчето загиват и двама командири на чети от партизанския отряд Дунав. Предсмъртните му мъки са прекратени от бойните му другари по негова молба. 

### Памет
За заслуги в комунистическото съпротивително движение и проявена храброст на 11 септември 1944 г. министърът на войната му присвоява воинското звание подполковник (посмъртно), а през 1955 г. министърът на народната отбрана го повишава в полковник (посмъртно). Неговото име са носили (носят) Математическата гимназия и Фабриката за детски вълнен трикотаж в Ловеч, училището и читалището в родното му село, гимназията в с. Беглеж Плевенско.
Родното му село Радювене е носело името Стояново в чест на Стоян Едрев.